# Лех Кушок Бакула Римпочи
Лех Кушок Бакула Римпочи (ИАТА: IXL, ИКАО: VILH) — аэропорт в Лехе, Ладакх, Индия. С высотой 3256 метров над уровнем моря это один из самых высокогорных аэропортов. Аэропорт назван в честь выдающегося религиозного деятеля Кушок Бакула Ринпоче.

## Безопасность
В условиях проблемы терроризма в Джамму и Кашмире, служба безопасности работает на высочайшем уровне. На рейсах из Леха наложено ограничение на ручную кладь: только камера или ноутбук, другие вещи в салон брать нельзя. Багаж пассажиров сначала сканируют, потом отмечают чей он и только потом приступают к другим процедурам. Значительное число полицейских и военных патрулируют аэропорт. Поскольку горные ветра в Лехе очень сильны, все рейсы назначаются на утро, около 7:00.